# IEEE 802.11a
IEEE 802.11a ist eine Erweiterung des IEEE 802.11-Standards für das 5-GHz-Frequenzband (≈ 5,2 GHz bis ≈ 5,8 GHz). WLANs nach 802.11a erreichen eine maximale Bruttodatenrate von 54 Mbit/s.
802.11a nutzt zur Datenübertragung das Modulierungsverfahren OFDM. Diese Technik wurde später auch auf das 2,4 GHz ISM-Frequenzband angewandt – daraus entstand die konkurrierende Erweiterung IEEE 802.11g. In der EU ist die Verwendung von 802.11a mit größeren Strahlungsleistungen (EIRP) oder der Verwendung im Außenbereich an die gleichzeitige Unterstützung von 802.11h gebunden. Dann erlaubt 802.11a aber auch eine höhere Reichweite als 802.11b/g, trotz der größeren Signaldämpfung durch die höheren Übertragungsfrequenzen.

## Geschichte und Verbreitung von 802.11a
Die Erweiterung IEEE 802.11a wurde 1999 ratifiziert, erste Produkte kamen im Jahr 2001 auf den Markt. Wegen der rechtlichen Beschränkungen der Nutzung des Frequenzbandes bei 5 GHz sind drahtlose Netzwerke nach 802.11a/h deutlich weniger verbreitet. Die Endgeräte sind durch die zusätzlichen Techniken der dynamischen Frequenzwahl (DFS) und Regelung der Sendeleistung (TPC) zudem teurer als reine 802.11b/g-Geräte. Bei Verwendung von Dual-Band-Endgeräten, die gleichzeitig in beiden Bändern nach IEEE 802.11a/b oder IEEE 802.11a/b/g funken können, verschwindet dieser Nachteil jedoch zunehmend.
Da das ISM-Frequenzband bei 2,4 GHz durch Bluetooth, Mikrowellenherde, Babyphones und viele andere Anwendungen stark ausgelastet ist, kann man die geringe Verbreitung von 802.11a/h auch als Vorteil ansehen. Funknetze nach 802.11a/h sind durch das wenig genutzte Frequenzband und die dynamische Frequenzwahl (DFS) häufig deutlich zuverlässiger und weniger störanfällig. Durch die hohe erlaubte Sendeleistung von 802.11a/h von maximal 1,0 W EIRP bei automatischer Frequenzwahl, Sendeleistungssteuerung und geringer Auslastung des 5-GHz-Frequenzbandes eignet sich 802.11a/h insbesondere für den Aufbau von Punkt-zu-Punkt-Funkbrücken im Außeneinsatz.

## Kompatibilität zu anderen WLANs
Wegen der Benutzung eines anderen Frequenzbandes sind drahtlose Netzwerke nach IEEE 802.11a/h nicht kompatibel zu WLANs nach IEEE 802.11b/g. Es befinden sich jedoch zahlreiche Dual-Band-Geräte im Handel, welche gleichzeitig mit beiden Frequenzbändern umgehen können.

## Bitraten
Die Erweiterung sieht Bitraten von bis zu 54 Mbit/s vor (6, 9, 12, 18, 24, 36, 48 und 54 Mbit/s). Kompatible Hardware muss mindestens die Bitraten 6, 12 und 24 Mbit/s unterstützen.

## Frequenzen/Kanäle
| Kanalnummer | Frequenz (GHz) | Erlaubt in     |
| ----------- | -------------- | -------------- |
| 36          | 5,180          | EU, USA, Japan |
| 40          | 5,200          | EU, USA, Japan |
| 44          | 5,220          | EU, USA, Japan |
| 48          | 5,240          | EU, USA, Japan |
| 52          | 5,260          | EU, USA        |
| 56          | 5,280          | EU, USA        |
| 60          | 5,300          | EU, USA        |
| 64          | 5,320          | EU, USA        |
| 100         | 5,500          | EU             |
| 104         | 5,520          | EU             |
| 108         | 5,540          | EU             |
| 112         | 5,560          | EU             |
| 116         | 5,580          | EU             |
| 120         | 5,600          | EU             |
| 124         | 5,620          | EU             |
| 128         | 5,640          | EU             |
| 132         | 5,660          | EU             |
| 136         | 5,680          | EU             |
| 140         | 5,700          | EU             |
| 149         | 5,745          | USA            |
| 153         | 5,765          | USA            |
| 157         | 5,785          | USA            |
| 161         | 5,805          | USA            |
| 165         | 5,825          | USA            |

## Sendeleistung
Zum Betrieb mit großen Sendeleistungen und für den Einsatz außerhalb von Gebäuden in Europa ist die Erweiterung 802.11h nötig, welche über die Fähigkeiten Transmission Power Control (TPC) und Dynamic Frequency Selection (DFS) einen Betrieb von WLANs im 5-GHz-Frequenzband garantieren soll, ohne militärische Radaranlagen, Satelliten- und Ortungsdienste zu stören.
| Frequenzband in GHz          | maximale EIRP-Sendeleistung über den Gesamtbereich | Spektrale Strahlungsleistungsdichte | zusätzliche Einschränkungen                      |
| ---------------------------- | -------------------------------------------------- | ----------------------------------- | ------------------------------------------------ |
| 5,15…5,25 Kanäle 36,40,44,48 | 200 mW (23 dBm EIRP)                               | 0,25 mW je 0,025 MHz                | nur in Gebäuden                                  |
| 5,25…5,35 Kanäle 52,56,60,64 | 200 mW (23 dBm EIRP)                               | 10 mW je 1,0 MHz                    | nur in Gebäuden mit DFS und TPC                  |
| 5,470…5,725 Kanäle 100–140   | 1000 mW (30 dBm EIRP)                              | 50 mW je 1,0 MHz                    | mit DFS und TPC                                  |
| 5,755…5,875 Kanäle 149–165   | 4000 mW (36 dBm EIRP)                              |                                     | FBWA – nur gewerblich, öffentlich / Meldepflicht |

Im Zuge einer Überarbeitung der zugrunde liegenden ETSI-Norm 301 893 werden ab dem 1. Januar 2006 die Regelungen bzgl. 802.11h mit und ohne TPC oder DFS europaweit einheitlich geregelt.